# Исихия (группа)
Исихия (болг. Исихия) — болгарская фолк рок группа, созданная в 2000 году и исполняющая музыку в стиле фолк, а также христианские исихастические скандирования XIV века, чем создаёт атмосферу балканской духовной мистики. Многие из песен группы отражают темы средневековой истории Болгарии, главным образом период Оттоманского вторжения на Балканы и попыток борьбы с ним, а также раннего Оттоманского правления в Болгарии (то есть XIV—XV столетия), а также и других трагичных событий истории Болгарии, вроде сражения при Ключе 1014 года.

## Происхождение названия
Музыка группы — это своего рода ретроспектива болгарской истории и духовных традиций. Музыка группы сочетает в себе элементы музыки народов, живущих на земле сегодняшней Болгарии на протяжении веков (в том числе славян и турок) и, прежде всего, хоровой византийской традиции. Многие тексты написаны на церковно-славянском языке. Во многих песнях рассказывается о событиях бурной истории болгарского народа, главным образом об Османском вторжении на Балканы и попытках его отразить, а также другие трагические моменты болгарской истории, такие, как сражение в ущелье Струмы.
Характер творческой миссии группы, возможно, лучше всего отражает её название, которое дано в честь поздневизантийского религиозного движения исихастов, говорящего, что всё смертно, и конечный пункт назначения — спасение души — может быть достигнут только через православную веру. Слово «исихазм» означает гармонию и мистическое общение с Богом.

## Состав группы
- Евгений Николов (вокал, тапан)
- Веселин Митев (вокал, дудки, рожок)
- Владо Чифлиджанов (вокал, дудки, зурна)
- Татьяна Иосифова (вокал, клавиши)
- Пётр Делчев (тамбурин, виолончель-тамбура)
- Панайот Ангелов (перкуссия, тапан)
- Мони Мончев (бубен)

## Дискография
«Исихия» выпустила три альбома — «Исихия», «Орисия» («Причащение») и «Стихири».